# Complejo del Capitolio Chandigarh
El Complejo del Capitolio Chandigarh, ubicado en el sector-1 de la ciudad de Chandigarh en la India, es un complejo gubernamental diseñado por el arquitecto Le Corbusier y está declarado Patrimonio de la Humanidad por la UNESCO. Se extiende sobre un área de alrededor de 100 acres y es una manifestación prominente de la arquitectura de Chandigarh. Se compone de tres edificios, tres monumentos y un lago, incluido el Palacio de la Asamblea o Asamblea Legislativa, el Edificio del Secretariado, el Tribunal Superior, el Monumento de la Mano Abierta, la Colina Geométrica y la Torre de las Sombras. Fue agregado a la Lista del Patrimonio de la Humanidad de la UNESCO en 2016. 

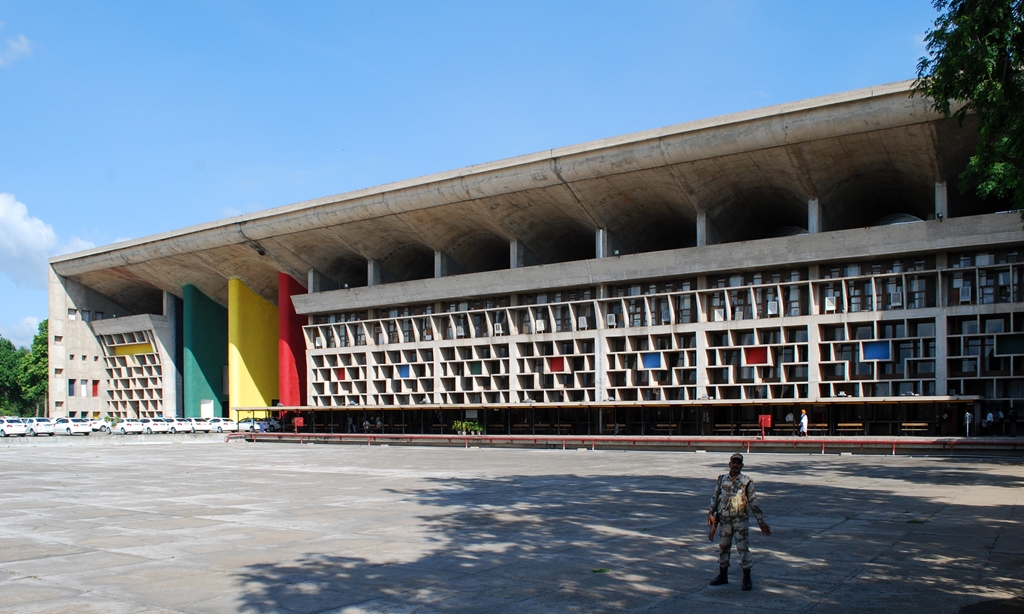
Palacio de Justicia de Chandigarh (ahora Tribunal Superior de Punjab y Haryana)
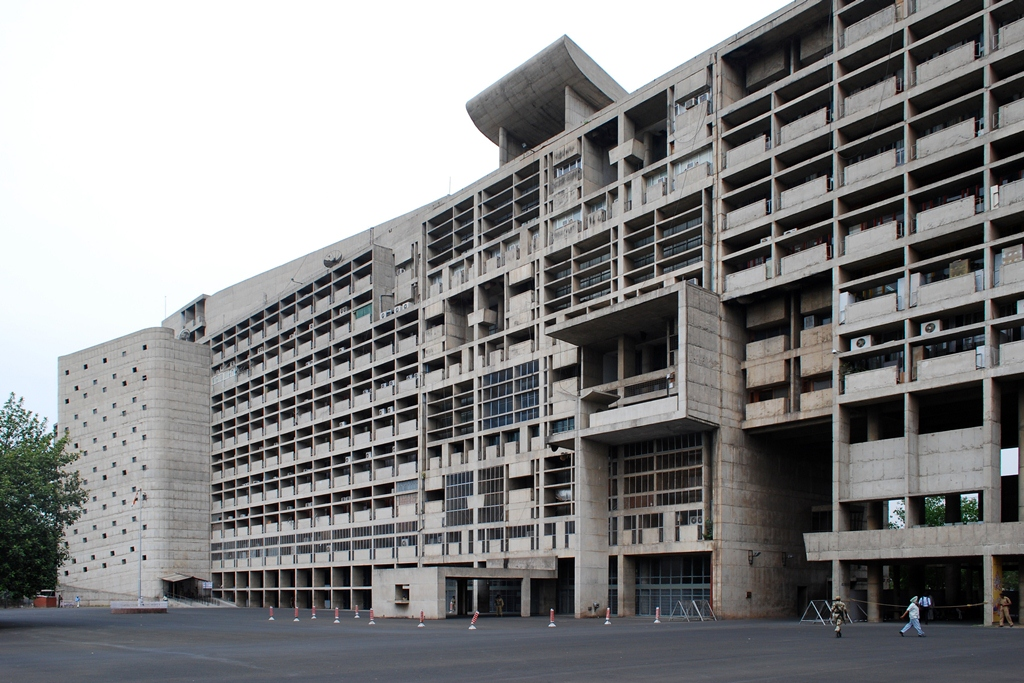
Edificio del Secretariado, en el complejo del capitolio
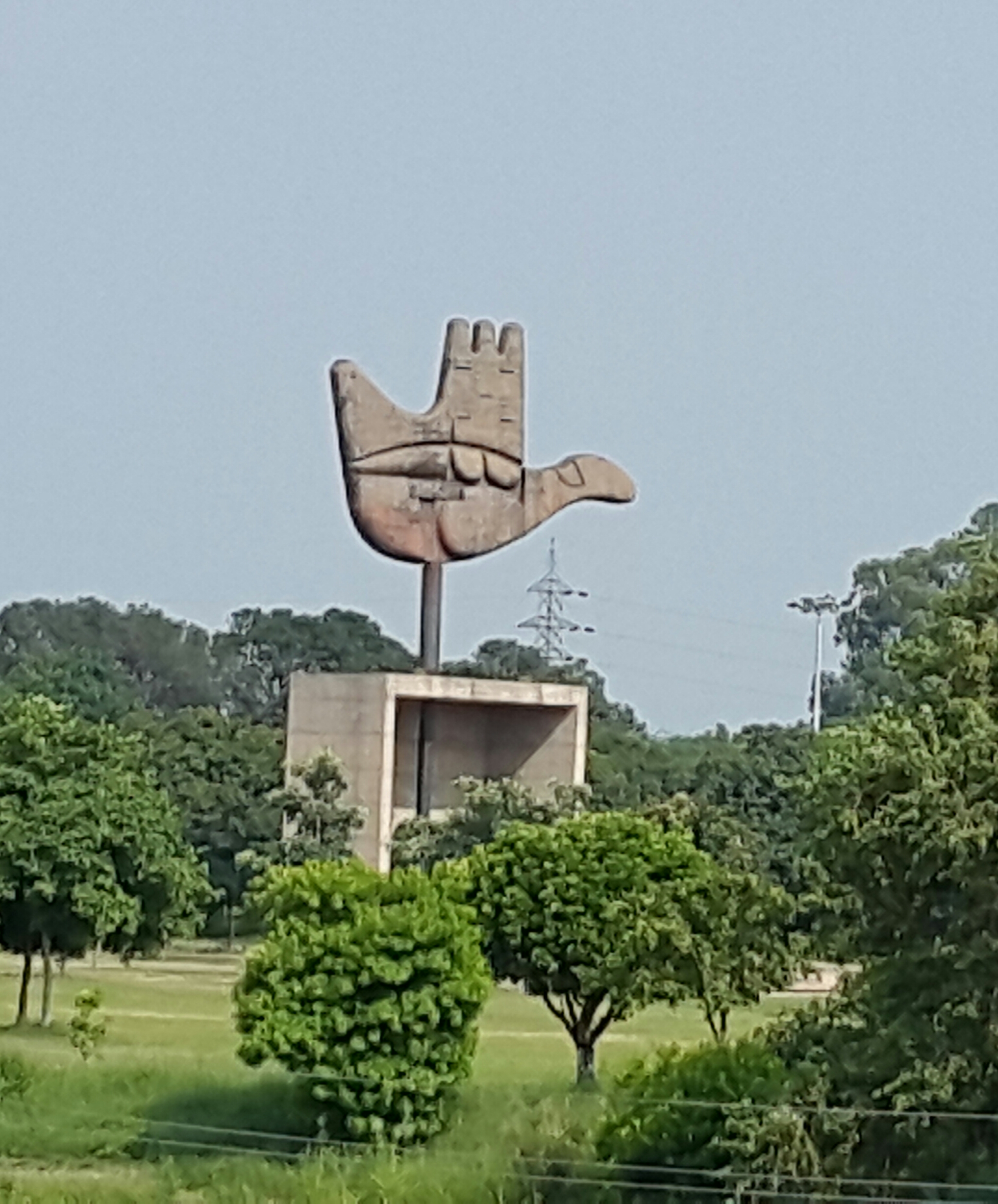
El monumento de la mano abierta
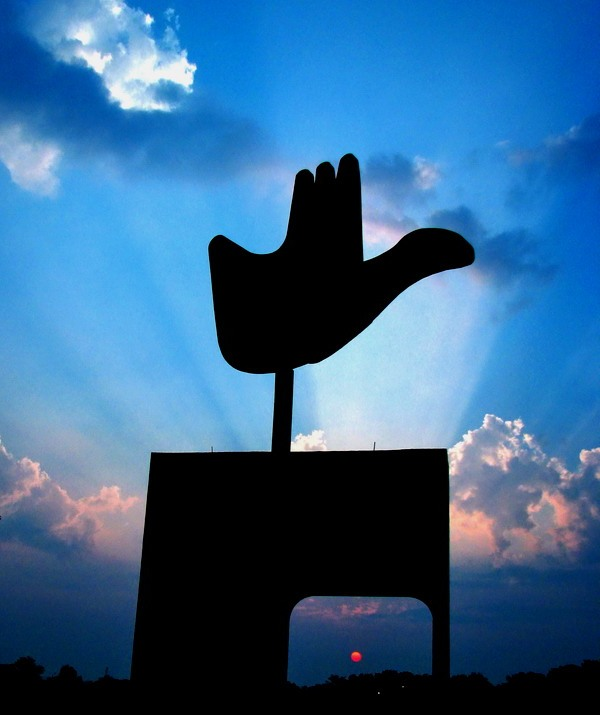
El monumento de la mano abierta
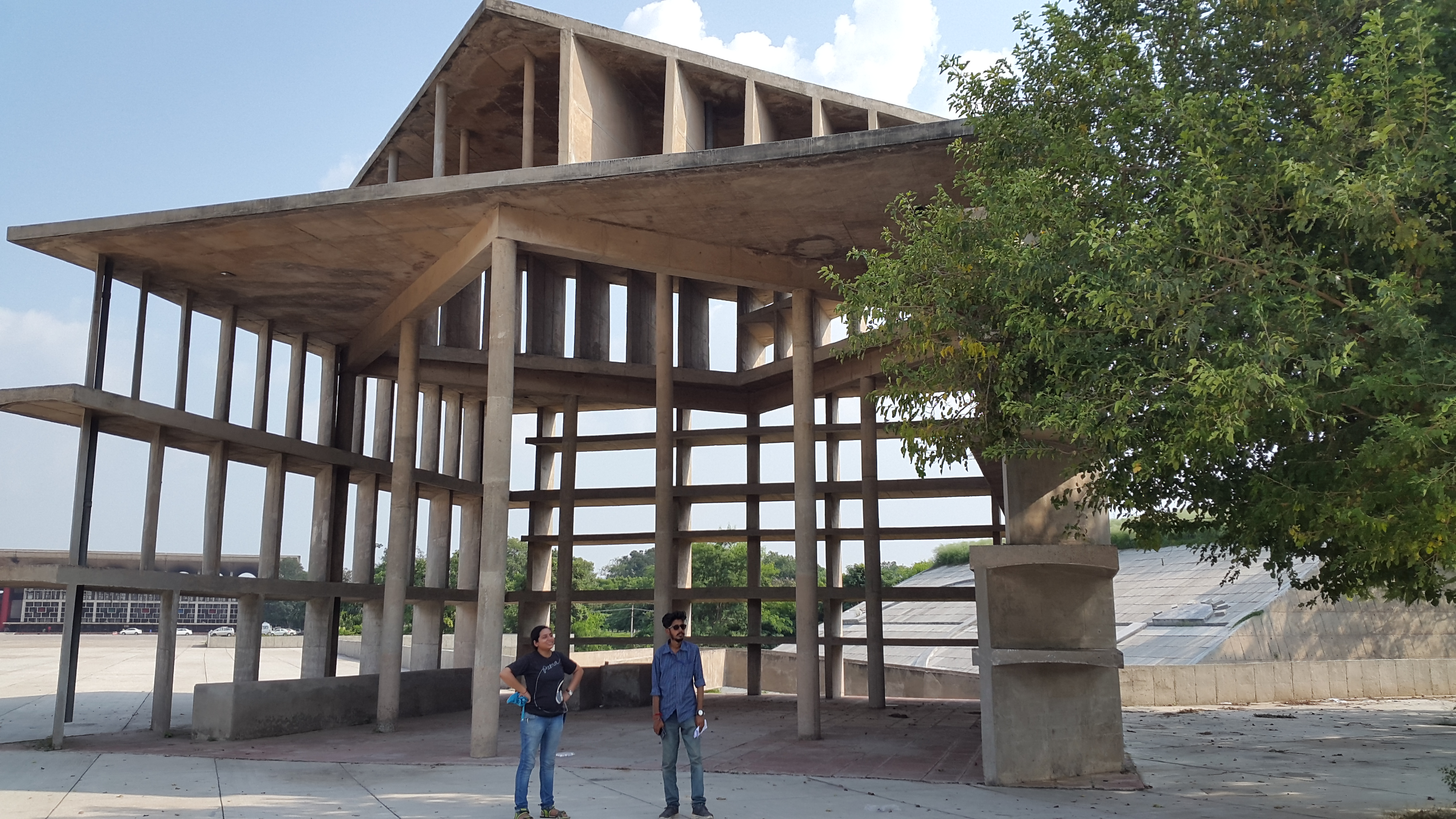
La torre Shadow, en el Complejo del Capitorlio
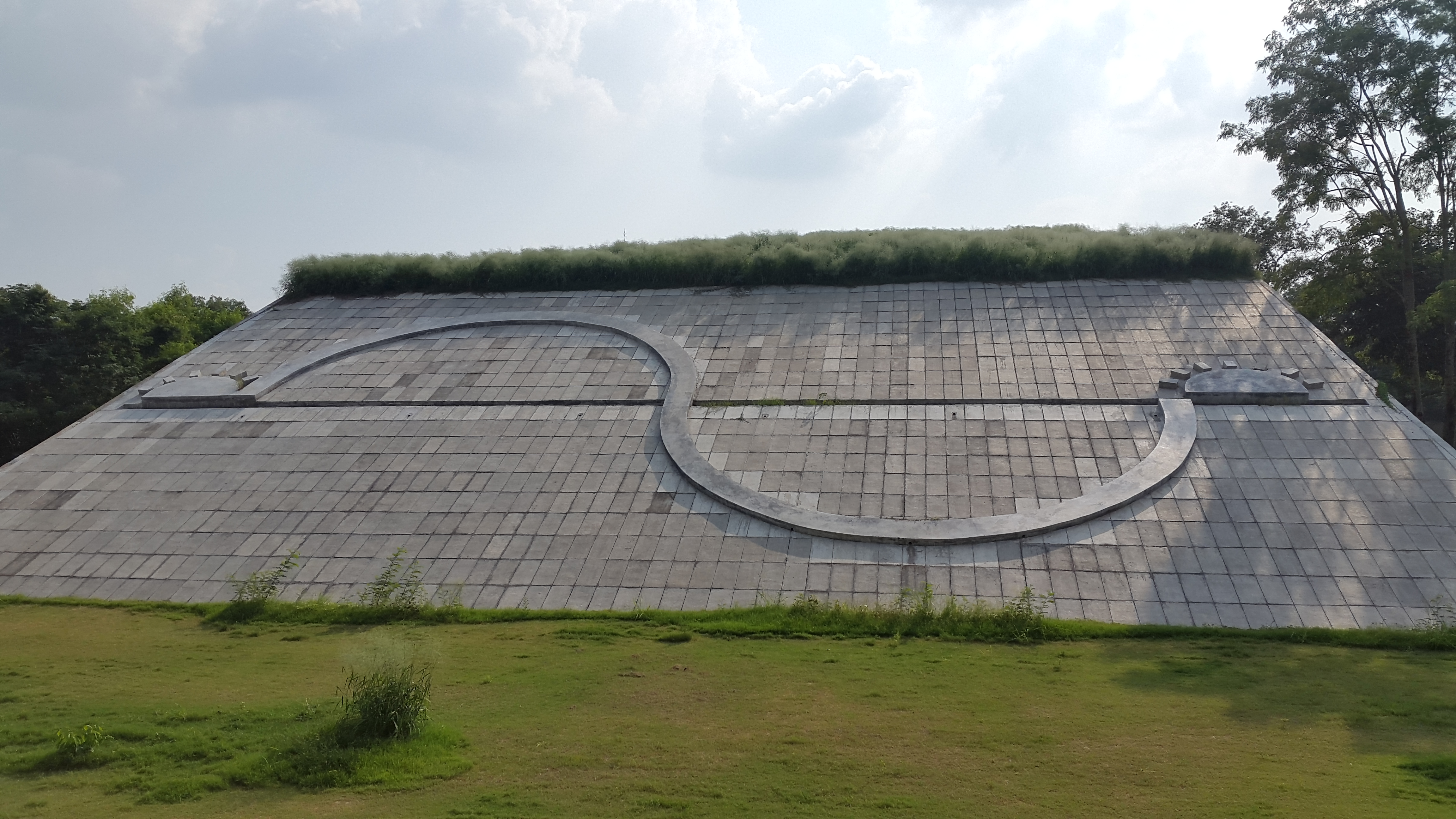
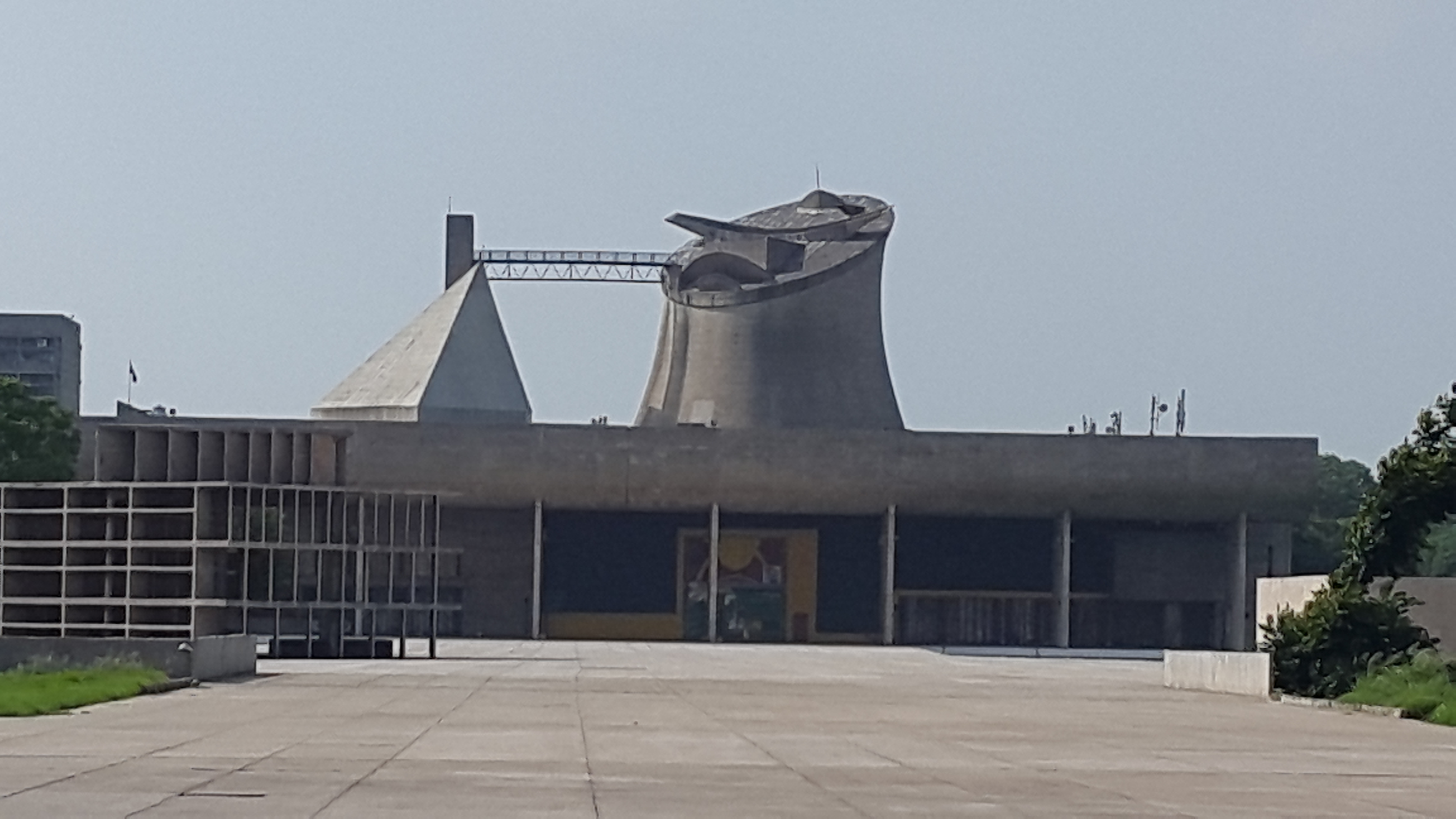
Edificio de la Asamblea
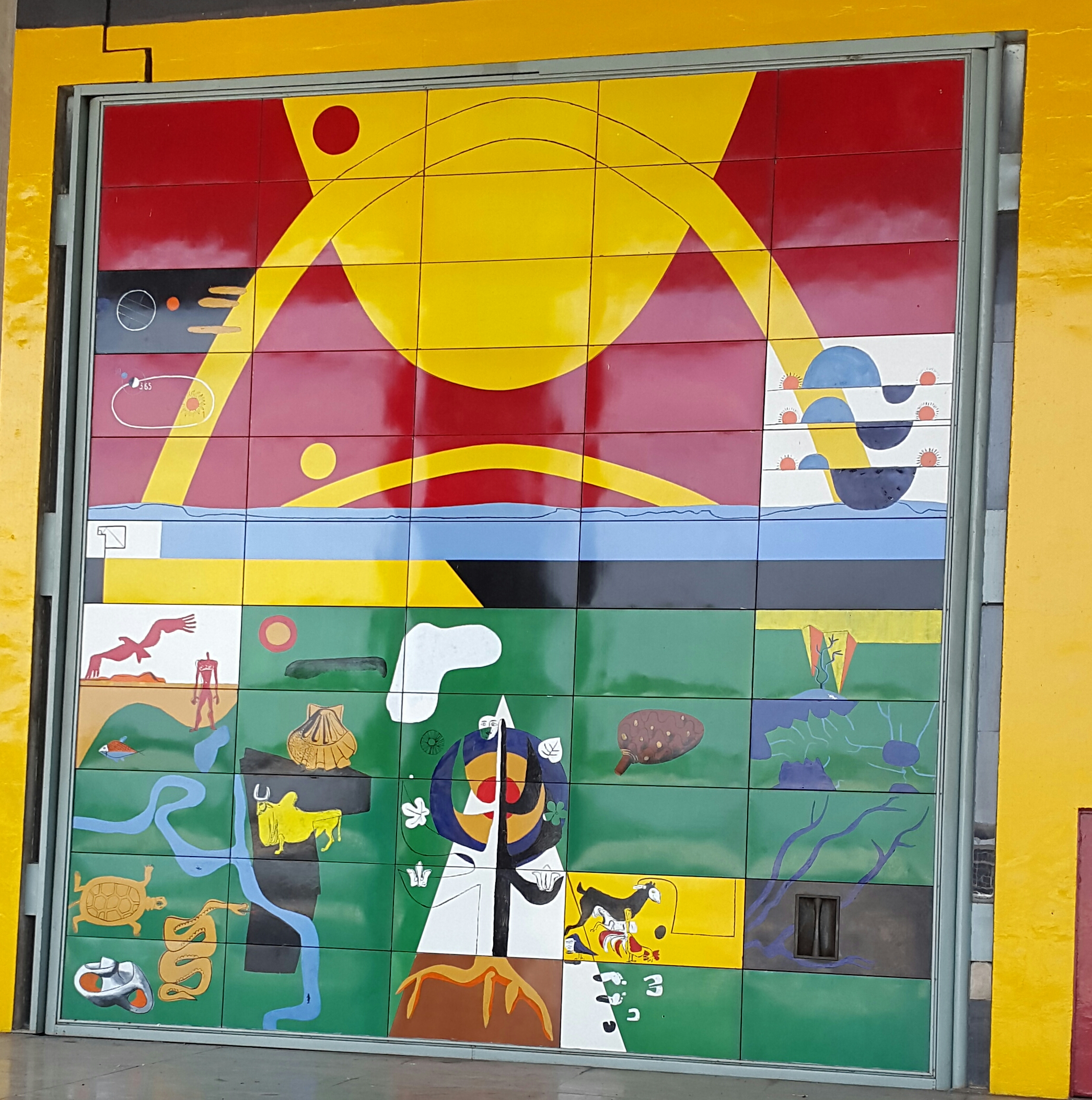
Entrada al palacio de la Asamblea